# 何琛
何琛（1413年—1472年），字廷玉，四川順慶府南充縣人，民籍，九月二十一日生，行一，治《易經》，明朝政治人物。

## 生平
由府學增廣生中式四川鄉試第二十九名舉人，年三十三歲中式正統十年（1445年）乙丑科會試第二十三名，第三甲第七十四名進士。授蠡县知县，十年八月授浙江道監察御史，丁憂，下旨奪情，景泰元年十月復除湖廣道御史，巡按湖廣、山西。

## 家族
曾祖何友文；祖何原貴；父何潤，寧晉縣主簿；母趙氏；繼母王氏；繼母于氏。具慶下，妻謝氏，弟器；玠；瓘。